# 진함
진함(陳咸. ? ~ ?)은 전한 말기의 관료로, 자는 자강(子康)이며, 패군 상현(相縣) 사람이다. 어사대부 진만년의 아들이다.

## 생애
진만년의 임자로 낭(郞)이 되었다. 재주가 있고 강직하여 여러 차례 권신들을 탄핵니, 상주문이 수십 통이나 되었다. 결국 미움을 사 좌조(左曹)로 좌천되었다.
진만년이 죽은 후, 원제는 진함을 어사중승(御史中丞)에 임명하여 주와 군에서 올라오는 상주문을 총괄하게 하였다.
중서령(中書令) 석현이 권세를 휘둘렀는데, 진함은 원제에게 석현의 잘못을 자주 일러바쳤기 때문에 석현은 이를 원망하였다. 이때 괴리령(槐里令) 주운이 무고한 이를 죽인 죄로 하옥되었는데, 담당관이 원제에게 사건에 관하여 상주문을 올렸다. 원제는 아직 답을 내리지 않았는데, 평소 주운과 친했던 진함은 주운에게 조정에서의 회의 내용을 알려주고는 주운에게 자기 자신을 해명하는 상주문을 올리라고 도움을 주었다. 진함의 수작을 알아차린 석현은 진함이 궁중의 기밀을 누설하였다고 탄핵하였고, 진함은 하옥되었다가 곤형·성단에 처해지고 파면되었다.
성제가 즉위하고, 석현은 실각하였다. 대장군 왕봉은 진함의 충절을 이야기하며 그를 추천하였고, 곧 진함은 장사를 보임하였다가 기주자사로 발령되었다. 임지에서 일을 잘 처리하여, 조정의 부름을 받아 간대부(諫大夫)가 되었다가 다시 초내사·북해태수·동해태수 등 지방관을 전전하였다. 이후 경조윤 왕장의 죄에 연루되어 파면되었으나, 다시 부름을 받아 남양태수가 되었다.
진함은 임지에서 수없이 죄인을 죽여 위엄을 보였고, 처벌이 워낙 극악하여 스스로 목을 매달아 죽는 이가 해마다 수백·수천 명은 되었다. 죽은 지 오래 되어 시체에서 벌레가 들끓어도, 유족들은 시체를 거둘 수조차 없었다. 진함은 엄연년처럼 임지를 다스렸지만, 청렴함은 그에 미치지 못하였다. 속현에서 바친 음식으로 끼니를 해결하고, 식사는 사치스러웠다. 하지만 아전들은 검소하게 살았고, 법을 어기지도 못하였다.
설선·주박·적방진·공광 등은 모두 경력을 진함보다 늦게 쌓았으나 환관에게 빌붙어 공경의 지위에 이르렀고, 진함만은 계속 태수에 머물렀다. 거기장군 왕음은 진탕을 신임하였는데, 진함은 진탕에게 여러 차례 뇌물을 바쳐 중앙에서 자신을 부르게 해달라고 청탁하였고, 정말로 중앙의 부름을 받은 진함은 소부가 되었다. 소부는 황실의 여러 보물을 관리하였는데, 부임한 진함은 속관들을 조사하여 그들이 숨긴 보물들을 찾아내고, 죄를 논하는 상주문을 올렸다. 속관들은 모두 진함을 두려워하였다.
진함은 조정에서 적방진과 사이가 나빴다. 승상이 된 적방진은 예전에 진함이 태수 시절에 저지른 잘못들을 들춰 탄핵하였고, 결국 진함은 면직되었다. 나중에 홍양후(紅陽侯) 왕립이 방정(方正)으로 천거하여 진함은 다시 벼슬자리에 올라 광록대부급사중이 되었으나, 적방진이 다시 탄핵하여 결국 면직되었다. 몇 년 후 왕립이 죄를 지어 봉국으로 쫓겨났고, 또 다시 적방진의 탄핵을 받은 진함 또한 고향으로 쫓겨나 근심 속에서 죽었다.

## 출전
- 반고, 《한서》
  - 권19하 백관공경표 下
  - 권66 공손유전왕양채진정전

| 전임 왕상 | 전한의 소부 기원전 16년 ~ 기원전 14년 | 후임 사단 |